# El Eternauta tercera parte
El Eternauta: Tercera parte, también conocida como El Eternauta III, es la tercera parte en la saga de la clásica historieta argentina El Eternauta, creada por Héctor Germán Oesterheld e ilustrada por Francisco Solano López en sus dos primeras entregas. La segunda parte, El Eternauta: Segunda parte, se había publicado unos años antes en plena última dictadura cívico-militar argentina (1976-1983), durante la cual Oesterheld fue sujeto a una desaparición forzada por parte del terrorismo de Estado imperante.
El Eternauta: Tercera parte, publicado en 1981, es la primera historieta sobre el personaje que no fue escrita por Oesterheld ni dibujada por Solano López, quien realizó una serie de rostros para la etapa inicial pero rápidamente decidió abandonar el proyecto y rechazó tener cualquier implicación con el producto final. Fue escrita por Alberto Ongaro, con ilustraciones de Oswal, Mario Morhain y Carlos Meglia.

## Argumento
La historia comienza al final de El Eternauta II. Juan Salvo, gracias a sus habilidades especiales, logra focalizar un portal dimensional, a través del cual ve vivas a su esposa y su hija, muertas al final de la segunda parte. Con la ayuda de Germán (el propio Oesterheld, utilizado como personaje de la historia, como ya lo hiciera en la parte anterior) atraviesa ese portal y llega a una ciudad de Buenos Aires alternativa, pero encuentra que Elena y Martita no son su esposa y su hija sino otras versiones de ellas en ese universo paralelo, el cual tiene a su propio Juan Salvo y a su propio Germán. 
Esta ciudad se encuentra bajo la feroz dominación de una nave de gran poder y sus agentes, los «Mefistos». Juan y Germán descubren que la misma pertenece a los «Cóndores», un grupo criminal de una sociedad 1200 años en el futuro, que sin saberlo pasó por la misma brecha y se encontró de pronto en el pasado. Sin embargo, su plan ideal no sería regresar al futuro, sino encontrar la brecha para utilizarla de acuerdo a sus conveniencias, transformando al siglo XX en una suerte de «refugio» en su guerra. 
Al saber todo esto, Juan y Germán vuelven a la brecha y la utilizan para viajar al futuro. Allí un ser conocido como «el gran mago» (que es en realidad un «Mano», uno de los extraterrestres de las dos primeras sagas) realiza ataques destructivos contra el planeta. Originalmente bien recibido, el Mano creó en secreto a su ejército y a «Alma» y el «Príncipe Cóndor», a quienes consideraba sus hijos, destinados a liderar sus fuerzas y establecer su propio imperio sobre la Tierra, bajo la tutela del «gran mago». Cuando desaparecieron por la brecha, el Mano creyó que sus enemigos los habían matado, e intentaba vengarlos. Juan Salvo y Germán le quitan un dispositivo que haría explotar bombas que el Mano les puso a sus hijos en sus cabezas (para impedir que se volviesen contra él) y luego lo matan. 
De regreso en el siglo XX, lo utilizan para matar a Cóndor y Alma, y luego hacen que la gran nave se hunda en las aguas con todos sus tripulantes dentro. Luego regresan a lo que parece ser su propia realidad. 

## Historial editorial
El Eternauta fue una historieta escrita entre 1957 y 1959 por Héctor Germán Oesterheld y Francisco Solano López. Hicieron una secuela, El Eternauta: Segunda parte entre 1976 y 1978. Para entonces, Oesterheld se había unido a los Montoneros y utilizó la historieta para promover propaganda de izquierda contra la junta militar. Por tanto, fue sujeto a una desaparición forzada durante el Proceso de Reorganización Nacional. Como la historieta aún era popular en Europa, pronto le siguió una tercera parte. Los editores Alfredo Scutti de Ediciones Record (Argentina) y Alvaro Zerboni de Eura Editoriale (Italia) negociaron los términos. La nueva serie se publicaría primero en Italia, en la revista L'Eternauta, y luego en la argentina Skorpio.
La historia no tuvo autores acreditados, aunque fue escrita por Alberto Ongaro, con ilustraciones de Oswal, Mario Morhain y Carlos Meglia. El personaje de autorreferencia de Oesterheld, Germán, que había sido presentado al final de la primera parte de El Eternauta, se mantuvo como un personaje desde el que se puediera narrar la historia en la nueva historia de 1975. Solano López recibió propuestas para dibujar la nueva historieta, pero rechazó hacerlo debido a las trágicas circunstancias de la secuela, que aún estaba próxima en el tiempo. Como insistió Ediciones Record, sólo dibujó algunas caras para futuras referencias, y pidió que los créditos no lo mencionaran. Dibujó los rostros de las primeras treinta páginas, basándose en los borradores de Oswal. Morhain se hizo cargo del arte después de que los editores de la historieta «habían exprimido todo el jugo que podían de sus rostros», según Solano López. La historieta resultante, añadió, era «un trabajo despersonalizado, frío».

## Recepción
Los medios especializados han señalado la carencia que presenta El Eternauta: Tercera parte en cuanto al simbolismo y a las segundas lecturas que sí poseían las versiones anteriores de la obra, al igual que una posible desvirtuación del concepto original del personaje de Juan Salvo:

Dice el Eternauta en esta nueva aventura: “Soy un mutante y por tanto dispongo de facultades psíquicas y físicas que otros no tienen”. Se refiere a una mente telepática que le permite presentir el peligro y la capacidad de leer mentes ajenas. Nada más alejado del hombre común transformado en héroe al enfrentar su realidad. Nada más cercano al concepto del súper héroe norteamericano.
Revista Comiqueando, año 1997, Nº 30